# Hvalstranding
Hvalstranding er en hændelse, hvor hvaler strander, dvs. svømmer på land og ikke selv kan svømme tilbage på tilstrækkeligt dybt vand til at undslippe. Hvalstranding sker oftere og oftere, men det er uklart, hvad årsagerne er hertil. 

## Årsager
Det eksisterer flere teorier om årsagen til hvalstranding. En teori består i, at hvalerne fejlnavigerer, eksempelvis på grund af jordskælv eller såkaldt akustisk forurening der påvirker evnen til navigation. En anden teori er, at hvalerne går i panik og flygter på land, eksempelvis fordi de(n) jages af fjender, eksempelvis jagende spækhuggere, eller på grund af panik som følge af støj. En tredje teori er, at hvaler strander på grund af sygdom, men da sker dette kun for enkeltindivider.
På der seneste har teorien om akustisk forurening opnået stadig større tilslutning. Professor Chris Parsons ved George Mason University (Fairfax i Virginia, USA) er medlem af den internationale hvalfangstkommissions videnskabelige komité (fra 1999) og har studeret fænomenet. Han hævder at, "hvis en større hvalstranding finder sted, så er der som oftest en militærøvelse i nærheden». Sonar dræber flere hvaler end vi ved om, hævder Parsons.
De fleste hvaler, der strander er arter, der normalt holder til på dybt vand, eksempelvis grindehval og kaskelot, hvilket er årsagen til teorien om fejlnavigering.
Den mest omfattende massestranding man kender til i nyere tid fandt sted på New Zealand i 1985, hvor ca. 400 grindehvaler strandede. I 2005 strandede 129 grindehvaler på New Zealand, men da fik myndighederne reddet de 108.
Hvalstrandinger finder også sted i Danmark fra tid til anden. I februar 2014 strandede to kaskelothvaler ved Henne Strand.

## Eksterne links
- Wikimedia Commons har flere filer relateret til Hvalstranding
- Sonarer og havmiljøet. (2007). FFI-fakta. Forsvarets Forskningsinstitutt (FFI).
- Andreas R. Graven. (2006-03-23). Sonarbruk reguleres for å sikre havmiljø. forskning.no Arkiveret 19. december 2013 hos  Wayback Machine